# The Best of E-40: Yesterday, Today & Tomorrow
The Best of E-40: Yesterday, Today and Tomorrow — перша збірка найкращих пісень американського репера E-40, видана лейблами Jive Records та Sick Wid It Records 24 серпня 2004 р. Альбом посів 43-тю сходинку чарту Top R&B/Hip-Hop Albums та 133-тє місце чарту Billboard 200.
17 липня 2007 відбувся реліз DVD The Best of E-40: Yesterday, Today and Tomorrow — The Videos, яке містить 15 відеокліпів виконавця.

## Список пісень
1. «Intro» — 0:35
2. «Da Bumble» — 4:11 (з альбому In a Major Way)
3. «Flashin'» — 4:56 (з альбому The Element of Surprise)
4. «Dusted 'n' Disgusted» (з участю 2Pac, Mac Mall та Spice 1) — 4:30 (з альбому In a Major Way)
5. «Zoom» — 4:10 (з альбому The Element of Surprise)
6. «Sideways» (з участю B-Legit та Mac Shawn) — 4:25 (з альбому In a Major Way)
7. «Carlos Rossi» — 4:45 (з альбому Federal)
8. «Rapper's Ball» (з участю Too Short та K-Ci) — 5:27 (з альбому Tha Hall of Game)
9. «Captain Save a Hoe» (з участю The Click) — 4:49 (з міні-альбому The Mail Man)
10. «Hope I Don't Go Back» (з участю Otis & Shug) — 4:39 (з альбому The Element of Surprise)
11. «Sprinkle Me» (з участю Suga-T) — 4:10 (з альбому In a Major Way)
12. «Automatic» (з участю Fabolous) — 4:42 (з альбому Grit & Grind)
13. «Gas, Break, Dip» (з участю The Federation) — 5:05
14. «It's On» (з участю Bone Crusher та Cotton Mouf) — 4:05
15. «Thick & Thin» (з участю Lil' Mo) — 4:52
16. «Bust Yo' Shit» (з участю B-Legit та Rankin Scroo) — 5:02

## Треклист DVD
1. «Captain Save a Hoe» (з участю The Click) — (з міні-альбому The Mail Man)
2. «Practice Lookin' Hard» — (з міні-альбому The Mail Man)
3. «I-Luv» (з участю Levitti) — (з альбому In a Major Way)
4. «Sprinkle Me» (з участю Suga-T) — (з альбому In a Major Way)
5. «Dusted 'N' Disgusted» (з участю Spice 1, Mac Mall та Celly Cel) — (з альбому In a Major Way)
6. «Things'll Never Change» (з участю Bo-Roc) — (з альбому Tha Hall of Game)
7. «Rappers' Ball» (з участю Too Short та K-Ci) — (з альбому Tha Hall of Game)
8. «Yay Deep» (з участю B-Legit та Richie Rich) — (з альбому Southwest Riders)
9. «From the Ground Up» (з участю Too Short та K-Ci & Jojo) — (з альбому The Element of Surprise)
10. «Big Ballin' with My Homies» — (з альбому Charlie Hustle: The Blueprint of a Self-Made Millionaire)
11. «Earl That's Yo' Life/L.I.Q.» (з участю Too Short та Otis & Shug) — (з альбому Charlie Hustle: The Blueprint of a Self-Made Millionaire)
12. «Nah, Nah…» (з участю Nate Dogg) — (з альбому Loyalty and Betrayal)
13. «Automatic» (з участю Fabolous) — (з альбому Grit & Grind)
14. «One Night Stand» (з участю DJ Kayslay) — (з альбому Breakin News)
15. «Quarterbackin'» (з участю Clipse) — (з альбому Breakin News)

## Чартові позиції
Альбому
| Чарт (2004)               | Найвища позиція |
| ------------------------- | --------------- |
| США                       | 133             |
| US Top R&B/Hip-Hop Albums | 43              |